# Made in Germany (Nena-Album)
Made in Germany ist das am 2. Oktober 2009 veröffentlichte 10. Studioalbum von Nena und zugleich der Name der zugehörigen Tournee, die im Frühjahr 2010 begann.

## Wissenswertes
Das Album wurde in Berlin, Stuttgart, Hamburg und auf Mallorca aufgenommen, „Ganz viel Zeit“ singt sie im Duett mit ihrem Sohn Sakias. Das Album erschien auf Nenas eigenem Plattenlabel Laugh & Peas. Kritiker der Künstlerin wollen im Booklet des Albums das Symbol der italienischen Damanhur-Sekte gefunden haben, Nena selber gibt zwar den Kontakt zu dieser Sekte zu, streitet aber eine Mitgliedschaft ab.

## Titelliste
1. SchönSchönSchön (Kerner, von Krogh, Fahrenkrog-Petersen) – 3:48
2. Du bist so gut für mich (Kerner, von Krogh, Fahrenkrog-Petersen) – 4:26
3. Ich bin hyperaktiv (Kerner, von Krogh) – 3:46
4. Dreh dich (Kerner, von Krogh, Fahrenkrog-Petersen) – 3:14
5. Geheimnis (Kerner, von Krogh, Fahrenkrog-Petersen) – 4:13
6. Du hast dich entschieden (Kerner, von Krogh) – 4:13
7. Wir sind wahr (Kerner, Fahrenkrog-Petersen) – 5:41
8. Made in Germany (Kerner, von Krogh, Fahrenkrog-Petersen) – 3:44
9. In meinem Leben (Kerner) – 5:39
10. Es gibt keine Sicherheit (Kerner) – 3:24
11. Schmerzen (Kerner) – 5:33
12. Ganz viel Zeit (Kerner, von Krogh, Fahrenkrog-Petersen) – 6:40
13. Nachts wenn es warm ist (Thommie Bayer) – 5:50

Alle Texte außer zu „Nachts wenn es warm ist“ stammen von Nena Kerner, am Text zu „Dreh Dich“ wirkte Larissa Kerner mit, an dem Text zu „Wir sind wahr“ Lukas Hilbert.

## Kritiken
Die Kritiken zum Album fielen gemischt aus. Das Webzine Terrorverlag zeigt sich überrascht von der Gitarrenlastigkeit der Stücke und meint, dass das Album einige „richtig tolle Highlights“ biete und „phasenweise ordentlich Spaß macht“, wenn auch nicht über die gesamte Spielzeit. Tanja Kraus von CDSTARTS.de sieht es ähnlich und schreibt, dass einige Lieder „etwas platt und naiv“ seien und nennt als Beispiele „Made in Germany“ oder „Ganz viel Zeit“. Ihr Fazit lautet, dass es sich um ein „typisches und solides Nena-Album [handelt], das auch heutzutage noch seine Daseinsberechtigung besitzt“. Wenig begeistert zeigte sich Deborah Katona von laut.de, die moniert, dass das Album nach „Abkupferung in schlecht“ von anderen Künstlern wie 2raumwohnung, Christina Stürmer oder Rosenstolz klinge. Werner Laibusch vom Radiosender hr1 nannte das Album „unverwechselbar und so bei sich“, sieht Anleihen von David Bowie, Depeche Mode oder Kim Wilde und resümiert, dass es sich um „13 Songs auf Deutsch im internationalen Retro-Sound“ handele.

## Kommerzieller Erfolg

### Chartplatzierungen
| ChartsChartplatzierungen | Höchstplatzierung | Wochen |
| ------------------------ | ----------------- | ------ |
| Deutschland (GfK)        | 3 (36 Wo.)        | 36     |
| Österreich (Ö3)          | 4 (22 Wo.)        | 22     |
| Schweiz (IFPI)           | 25 (10 Wo.)       | 10     |

| ChartsJahrescharts (2010) | Platzierung |
| ------------------------- | ----------- |
| Deutschland (GfK)         | 81          |

### Auszeichnungen für Musikverkäufe
| Land/Region        | Auszeichnungen für Musikverkäufe (Land/Region, Auszeichnung, Verkäufe) | Verkäufe |
| ------------------ | ---------------------------------------------------------------------- | -------- |
| Deutschland (BVMI) | Gold                                                                   | 100.000  |
| Insgesamt          | 1× Gold ·                                                              | 150.000  |